# Ganzá

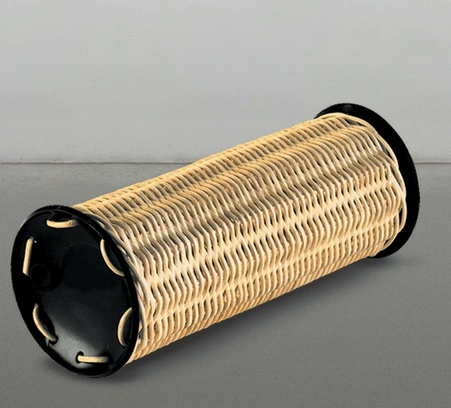
Une ganzá.

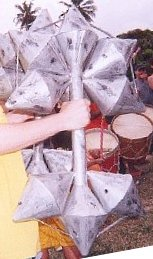
Un grand ganzá métallique de Recife (Brésil)

Le ganzá, ganze, xique-xique, pau-de-semente ou amelê est un instrument de percussion brésilien appartenant à la sous-famille des hochets.

## Facture
Il s'agit généralement d'un récipient cylindrique ou ovoïde rempli de billes, de graines ou de grains. Le matériel de l'enveloppe peut être du bambou, du rotin, du bois ou du métal.
Dans certains cas, deux à trois cylindres sont liés entre eux par des tiges, pour augmenter la puissance sonore de l'instrument. Il existe de nombreuses variantes, dont une forme traditionnelle dans le Nordeste du Brésil constituée de cinq corps reliés par des tubes métalliques.

## Jeu
Il est principalement utilisé dans les formations de petite taille, comme accompagnement rythmique de pagode, de bossa nova et autres styles apparentés. On le retrouve également, sous une forme de grande taille dans des batteries de percussions du Nordeste brésilien.
Selon sa taille, il sera tenu à une ou à deux mains.